# Saravan (stad i Iran)
Saravan (persiska: سراوان) är en stad i Iran. Den ligger i provinsen Sistan och Baluchistan, i den sydöstra delen av landet, och är administrativt centrum för delprovinsen (shahrestan) Saravan. Staden ligger 1 177 meter över havet, och hade 59 795 invånare vid folkräkningen 2011.